# Kendy Gusztáv
Kendy Gusztáv (Kiskunmajsa, 1839. március 13. – Szentendre, 1921. augusztus 21.) magyar színész, rendező.

## Életpályája
Előbb a pécsi nevelőintézetben tanult, azután klerikus lett. 1859. december havában Pécsett Molnár Györgynél felcsapott színésznek, nála 1860-ig játszott. Innen elkerült Kassára, Egerbe Hetényi Józsefhez, Miskolcra Latabár Endréhez, 1867-ben Gáspár Jenőnél működött, 1868-ban Gerőfy Andornál, majd Miklóssy Gyulánál, Bokody Antalnál szerepelt. 32 évi működés után 1891-ben Désen nyugalomba vonult, ahol a színház gondnoka lett. Azután Szentendrén telepedett le. Operettek és népszínművek kedvelt bariton énekese volt.

## Családja
Neje: ákosfalvi Gaál Ida, színésznő (Gaál Mihály színész leánya), született 1844-ben, Marosvásárhelyen, meghalt 1929. július 6-án, Balatonfüreden. Színpadra lépett 1861-ben, Balogh Alajosnál. 23 évi működés után nyugdíjazták. Gyermekei: Boriska, született 1876. augusztus 20-án. Halmay Imrénél lépett színpadra. 1892. szeptember 8-án fellépett a Népszínházban, a „vereshajú Zsófi" szerepében. 1899. szeptember havában férjhez ment Szabados Sándor színészhez. 1925. május 1-én nyugdíjazták. Piroska, született 1884. január 2-án, Miskolcon. 1898. virágvasárnapján lett színésznő, Tiszay Dezsőnél. Andor, született 1885. április 22-én. Színésszé lett 1904-ben.

## Fontosabb szerepei
- Peták (Csepreghy F.: A piros bugyelláris)

## Könyve
- Hullott levelek egy vén színész életéből I. (Dés, 1908).

## Működési adatai
1860–64: Latabár Endre; 1867: Győr; 1867–69: Molnár György; 1869–70: Marosvásárhely; 1870–72: Kocsisovszky Jusztin; 1872–74: Kolozsvár; 1874: Buda; 1875–77, 1878–79, 1882–83: Székesfehérvár; 1877–78: Kassa; 1879–80: Miskolc; 1881: Bényei István; 1883, 1887–89, 1890–91: Gerőfy Andor.